# Childhood's End
Pour le roman Childhood's End (titre original) d'Arthur C. Clarke, voir Les Enfants d'Icare.
Pistes de Obscured by Clouds
Mudmen
(6) Free Four
(8)
Childhood's End est une chanson de Pink Floyd, figurant sur l'album Obscured by Clouds créée et enregistrée au château d'Hérouville à côté de Pontoise en France en 1972. C’est le septième morceau de l’album. 
C’est la dernière chanson de Pink Floyd écrite et composée entièrement par David Gilmour avant l’album A Momentary Lapse of Reason.
L’écriture de la chanson est marquée par l’influence de l’écrivain Arthur C. Clarke et de son roman homonyme Childhood's End. Les paroles de la chanson renvoient distinctement à la description des derniers jours de Jan Rodricks, principal personnage du roman et dernier homme vivant sur la terre.

## Crédits
- David Gilmour - Guitare et Voix
- Roger Waters – Basse et effets sonores
- Richard Wright – Synthétiseur et Orgue
- Nick Mason – Batterie et percussions

## Liens
- Site officiel de Pink Floyd
- Site officiel de Roger Waters
- Site officiel de David Gilmour